# Gimbri
De gimbri (guimbri), ook gembri (guembri) of sintir, is een luit-achtig snaar- en percussie-instrument dat wordt bespeeld in Marokko en andere landen in de nabije omgeving. Het is van oorsprong een instrument van Gnawa-musici. Met de snaren kan zowel een melodie als bastonen worden voortgebracht. Aan het eind van de hals bevindt zich vaak een ijzeren rammelaar.
Het instrument heeft een lange rechthoekige klankkast die omkleed is met kamelenleer. Op het instrument bevinden zich drie snaren die gemaakt zijn van geitendarmen en boven aan de houten hals zijn vastgemaakt met zelen.